# Wallace Monument
Il National Wallace Monument o monumento a Wallace è una torre situata sulla cima dell'Abbey Craig, una collina a nord di Stirling, in Scozia. È stata eretta a commemorazione del condottiero ed eroe nazionale scozzese Sir William Wallace.

## Storia

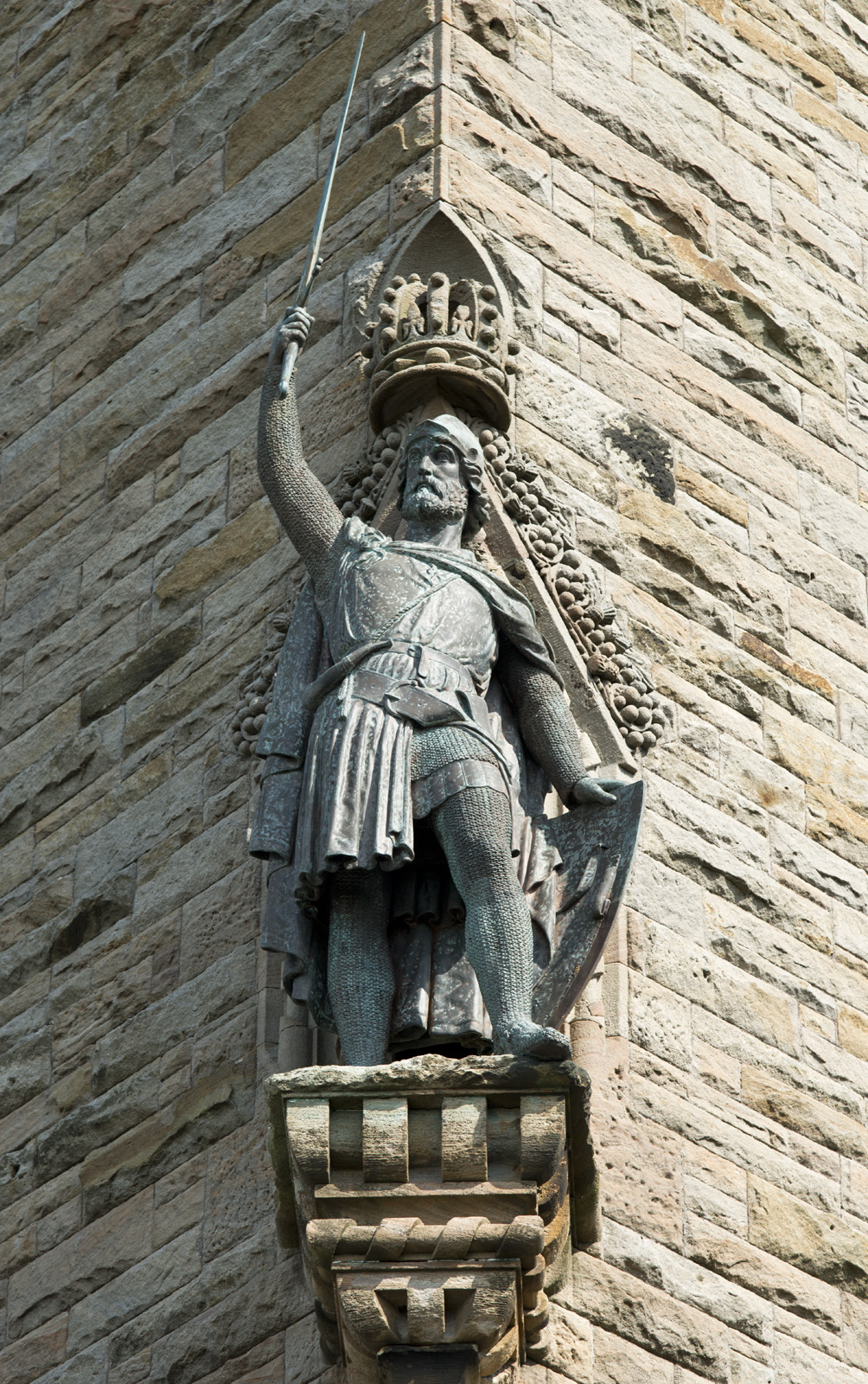
La statua di Wallace visibile ad un angolo esterno della torre

La torre è stata costruita a seguito di una raccolta fondi alla quale, oltre alla comunità locale, ha contribuito un numero di donatori stranieri, tra cui il ligure italiano Giuseppe Garibaldi. Completata nel 1869 al costo di 18 000 sterline dell'epoca seguendo i disegni dell'architetto John Thomas Rochead, la torre è alta circa 67 metri e realizzata in arenaria secondo lo stile baronale scozzese. La torre si erge sull'Abbey Craig, una collina di origine vulcanica dalla quale si ritiene Wallace abbia controllato l'adunata dell'esercito del re Edoardo I d'Inghilterra prima della storica battaglia di Stirling Bridge del 1297.
Ad uno degli angoli esterni della torre figura una statua di epoca vittoriana raffigurante Wallace, ad opera dello scultore scozzese David Watson Stevenson. All'interno del monumento sono custoditi artefatti che si ritiene siano appartenuti a Wallace, tra i quali la Wallace Sword, una spada lunga 163 centimetri e dal peso di quasi tre chilogrammi. Nel monumento è presente anche la Hall of Heroes, una sala con quindici busti di marmo e uno di bronzo raffiguranti personalità scozzesi, tra cui il re Robert I di Scozia, il poeta Robert Burns, il teologo John Knox, l'ingegnere James Watt, lo scrittore Walter Scott, lo storico e filosofo Thomas Carlyle, il fisico e inventore David Brewster e l'esploratore David Livingstone. Nel 2017 è stato annunciato che la missionaria Mary Slessor e la benefattrice Maggie Keswick Jencks saranno le prime eroine di sesso femminile ad essere incluse nella Hall of Heroes.